# Карпаччо
Карпа́ччо (итал. carpaccio) — блюдо из тонко нарезанных кусочков сырой говяжьей вырезки, приправленной соусом на основе оливкового масла и лимонa.
Традиционно подаётся как холодное блюдо или закуска.

## История
Блюдо изобретено в 1950 году владельцем культового «Бара у Гарри» в Венеции Джузеппе Чиприани, известным также изобретением коктейля «Беллини», и названо так в честь Витторе Карпаччо, живописца эпохи Возрождения, чьи картины изобиловали всевозможными искрящимися оттенками красного и белого цветов:216. В том году в Венеции проходила грандиозная выставка этого живописца. Чиприани разработал этот рецепт специально для графини Амалии Нани Мочениго, которой врачи якобы запретили есть мясо, подвергнутое тепловой обработке:16—17.

## Рецепт
Традиционное карпаччо готовится из говяжьего филе, тонко нарезанного с помощью острого ножа или специальной кухонной машины (слайсера). Для лучшего нарезания мясо предварительно помещается в морозильную камеру или обжигается. Наиболее распространён способ подачи карпаччо с сыром пармезан, салатом руккола и томатами черри, что придает блюду более пикантный вкус. Блюдо заправляется смесью оливкового масла первого холодного отжима и уксуса либо лимонного сока.
В оригинальном рецепте Чиприани, который до сих пор используется в «Harry’s Bar» для приготовления карпаччо, мясо перед нарезкой не замораживалось:216, а соус к блюду состоял из майонеза, вустерского соуса, лимонного сока, молока и свежемолотого перца:241.